# Feketefejű csér

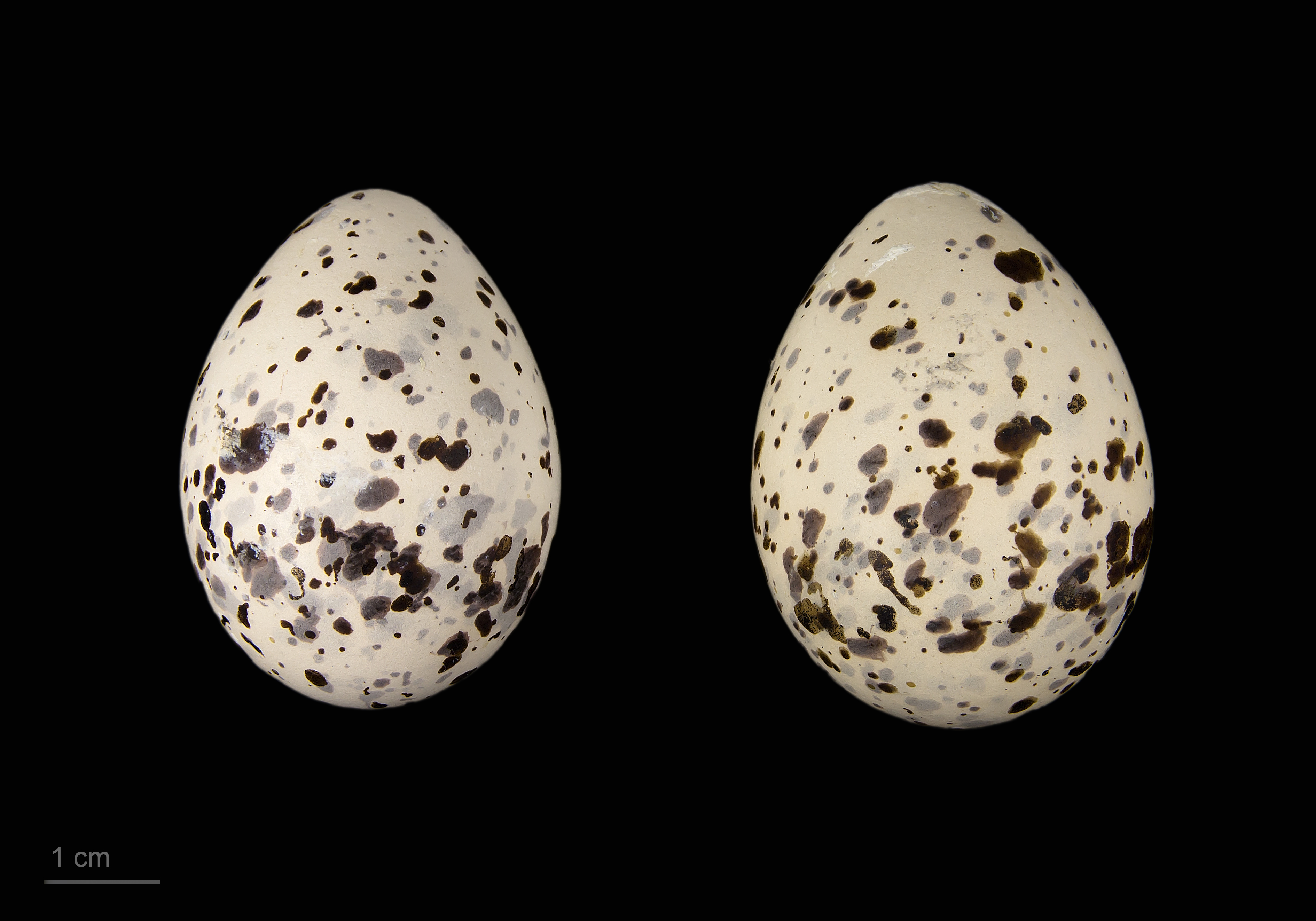
Sterna sumatrana tojásai

A feketefejű csér (Sterna sumatrana) a madarak osztályának lilealakúak (Charadriiformes) rendjébe, ezen belül a csérfélék (Sternidae) családjába tartozó faj.
A magyar név forrással nincs megerősítve, lehet, hogy az angol név tükörfordítása (Black-naped Tern).

## Előfordulása
Amerikai Szamoa, Ausztrália, Kambodzsa, Fidzsi-szigetek, Guam, Kiribati, Marshall-szigetek, Mikronézia, Északi-Mariana-szigetek, Palau, Szamoa, Seychelle-szigetek; Tajvan, Kelet-Timor, Tonga, Tuvalu, Wallis és Futuna területén honos.

## Alfajai
- Sterna sumatrana mathewsi
- Sterna sumatrana sumatrana

## Megjelenése
Testhossza 30 centiméter.
|  |